# Feministisk initiativ (Norge)
 For alternative betydninger, se Feministisk initiativ (flertydig). (Se også artikler, som begynder med Feministisk initiativ)
Feministisk initiativ er et politisk parti i Norge.
Partiet har tre søsterpartier i Danmark, Sverige, og Finland, af samme navn. Alle partier deler det samme logo og navn.